# Dina Porat
 Dina Porat  (* 1943 Argentina) je profesorkou na Telavivské univerzitě, obor historie židovského národa. Je vedoucí institutu zabývajícího se výzkumem antisemitismu a rasismu na Telavivské univerzitě.

## Život
Narodila se v Argentině v roce 1943 a do Izraele přijela společně s rodinou v roce 1950. Její otec, Moše Kostrinski-Kitron, se narodil v Talchanu poblíž Pinsku. Je považován za zakladatele židovského hnutí Dror v Jižní Americe a za vůdčí osobnost židovstva v Argentině. Matka se jmenovala Ruth Gold a narodila se v Racky v Litvě.
Svoji magisterskou práci vypracovala v roce 1973 na téma: „Židovští uprchlíci ve Vilniusu v letech 1939–1941: pokusy o odchod“. V roce 1983 obhájila disertaci pod vedením profesora Daniela Karpiho na téma: „Podíl vedení Sochnutu v Jeruzalémě na pokusech o záchranu evropských židů v letech 1942–1945.“
Porat zastávala různé funkce na Telavivské univerzitě: vedoucí Školy pro židovská studia pojmenované po Chajimu Rozenbergovi (2004–2008), děkanka fakulty historie židovského národa (2000–2003), vedoucí Institutu pro výzkum antisemitismu a rasismu pojmenované po Stephen Rothovi (od roku 1998), zakladatelka katedry pro výzkum antisemitismu a rasismu pojmenované po Alfredu P. Slanerovi (od roku 1997). Je členkou odborné rady a administrativní rady v mezinárodním institutu Jad Vašem pro výzkum holokaustu (od roku 1984).
V roce 1985 pracovala jako vědecká pracovnice v Institutu pro pokročilá studia na Hebrejské univerzitě, působila dále jako výzkumný pracovník v Centru pro studium Izraele a judaismu na Kolumbijské univerzitě (1987–-1988), výzkumný pracovník semináře na mezinárodním institutu Jad Vašem pro výzkum holokaustu (1995–1996). Na Harvardově univerzitě působila jako hostující profesor v Centru pro evropská a židovská studia v roce 1999, na New York University v roce 2004 a v Památníku holocaustu v Paříži (říjen 2007). V roce 2004 byla zvolena za nejlepší profesorku na Fakultě humanitních studií.

## Vědecká práce
Vedení v pasti 1942–1945 (hebrejský název knihy Hanhaga be-milkud 1942–1942, הנהגה במילכוד, היישוב נוכח השואה 1942–1945‎).
Kniha se zabývá otázkou, jak židovské osídlení (jišuv) v tehdejší Palestině vnímalo vážnost situace evropských židů během holokaustu. V úvodu knihy je detailně popsáno vedení židovského osídlení v Palestině a jejich tehdejší postavení v zemi. Po úvodu je kniha rozdělená na tři části. První část pojednává o tom, jakým způsobem a jaké informace o holokaustu evropského židovstva přicházely do Palestiny a jaká byla reakce židovského obyvatelstva poté, co se dozvěděli o systematickém vyhlazování židů v Evropě. Tyto reakce jsou v knize datovány od pouhých vyhlášení dnů smutku či modliteb až po založení záchranného výboru, sbírek peněz na záchranu a vyslání zástupců do neutrálních států. V druhé části se rozebírá činnost těchto zástupců a další možné snahy a návrhy jak pomoci evropským židům během druhé světové války. Například: využití certifikátů na záchranu dětí, „zboží za krev“, bombardování Osvětimi či vyslání výsadkářů, atd. Třetí oddíl rozebírá reálné možnosti slabého židovského osídlení v Palestině během druhé světové války a jejich reálné možnosti ovlivnit osud židů v Evropě proti silné vyhlazovací mašinerii nacistického Německa. Dále pak jak tato zkušenost ovlivnila budoucí kulturní život v Izraeli. Kniha byla vydána v roce 1986 nakladatelstvím Am Oved a druhé vydání vyšlo v roce 2004. Kniha byla přeložena do angličtiny a španělštiny a je to vůbec první kniha vydaná v Izraeli, která se zabývá takovýmto tématem.